# Gobierno Borne
El gobierno de Élisabeth Borne es el cuadragésimo tercer gobierno de Francia bajo la Quinta República.
Dirigido por Élisabeth Borne, la segunda mujer en ser nombrada para esta función (la primera fue Édith Cresson), este es el cuarto gobierno formado bajo la presidencia de Emmanuel Macron y el primero desde su reelección en 2022.

## Contexto
El gobierno se formó el 20 de mayo de 2022, pero tras las elecciones legislativas del mes de junio, en las que los partidos de gobierno perdieron la mayoría absoluta, abandonaron el gobierno los ministros que habían perdido su escaño en la Asamblea, por lo que fue necesaria una remodelación del gobierno. Los nuevos ministros ocuparon su cargo el 4 de julio del mismo año.
El 20 de julio de 2023 se produce una nueva reorganización ministerial, tras los disturbios que siguieron a la muerte de Nahel Merzouk.
Tras su derrota en las elecciones al Senado del 24 de septiembre, Sonia Backès (secretario al Ministro del Interior e Ultramar para la ciudadanía) dimitió tres días después tras una entrevista con el presidente de la República, Emmanuel Macron

## Composición del Gobierno

### Primera ministra de la República de Francia
| Fotografía | Primer Ministro | Período            | Período            | Partido | Partido |
| Fotografía | Primer Ministro | Inicio             | Fin                | Partido | Partido |
| ---------- | --------------- | ------------------ | ------------------ | ------- | ------- |
|            | Élisabeth Borne | 16 de mayo de 2022 | 8 de enero de 2024 |         |         |

### Ministros
| Ministerio                                         | Fotografía | Titular                | Período            | Período            | Partido | Partido |
| Ministerio                                         | Fotografía | Titular                | Inicio             | Fin                | Partido | Partido |
| -------------------------------------------------- | ---------- | ---------------------- | ------------------ | ------------------ | ------- | ------- |
| Economía, Finanzas, Soberanía Industrial y Digital |            | Bruno Le Maire         | 16 de mayo de 2022 | 8 de enero de 2024 |         |         |
| Interior e Ultramar                                |            | Gerald Darmanin        | 16 de mayo de 2022 | 8 de enero de 2024 |         |         |
| Europa y Asuntos Exteriores                        |            | Catherine Colonna      | 16 de mayo de 2022 | 8 de enero de 2024 |         | DVD     |
| Cultura                                            |            | Rima Abdul-Malak       | 16 de mayo de 2022 | 8 de enero de 2024 |         | DVG     |
| Agricultura y Soberanía Alimentaria                |            | Marc Fesneau           | 16 de mayo de 2022 | 8 de enero de 2024 |         |         |
| Educación Nacional y Juventud                      |            | Gabriel Attal          | 16 de mayo de 2022 | 8 de enero de 2024 |         |         |
| Fuerzas Armadas                                    |            | Sébastien Lecornu      | 16 de mayo de 2022 | 8 de enero de 2024 |         |         |
| Justicia y Guardián de los Sellos                  |            | Eric Dupond-Moretti    | 16 de mayo de 2022 | 8 de enero de 2024 |         | DVG     |
| Trabajo, Pleno Empleo e Integración                |            | Olivier Dussopt        | 16 de mayo de 2022 | 8 de enero de 2024 |         |         |
| Transición Ecológica y la Cohesión Territorial     |            | Christophe Bechu       | 16 de mayo de 2022 | 8 de enero de 2024 |         |         |
| Transformación y de la Función Pública             |            | Stanislas Guerini      | 16 de mayo de 2022 | 8 de enero de 2024 |         |         |
| Deportes y de los Juegos Olímpicos y Paralímpicos  |            | Amélie Oudéa-Castéra   | 16 de mayo de 2022 | 8 de enero de 2024 |         |         |
| Educación Superior e Investigación                 |            | Sylvie Retailleau      | 16 de mayo de 2022 | 8 de enero de 2024 |         | DVD     |
| Transición Energética                              |            | Agnès Pannier-Runacher | 16 de mayo de 2022 | 8 de enero de 2024 |         |         |
| Salud y Prevención                                 |            | Aurélien Rousseau      | 16 de mayo de 2022 | 8 de enero de 2024 |         | DVG     |
| Solidaridad y Familias                             |            | Aurora Bergé           | 16 de mayo de 2022 | 8 de enero de 2024 |         |         |

### Ministros delegados
| Retrato              | Función                                                                                             | Ministro de Supervisión                                                                   | apellido             | Partido o matiz |
| -------------------- | --------------------------------------------------------------------------------------------------- | ----------------------------------------------------------------------------------------- | -------------------- | --------------- |
|                      | Ministro Delegado para la Renovación Democrática, Portavoz del Gobierno                             | Primera ministra, responsable de la Planificación Ecológica y Energética                  | Olivier Veran        | RE - TdP        |
| Franck Riester       | Ministro Delegado encargado de las Relaciones con el Parlamento                                     | Primera ministra, responsable de la Planificación Ecológica y Energética                  | Frank Riester        | RE - Agir       |
| Bérangère Couillard  | Ministra Delegada para la Igualdad entre Mujeres y Hombres y la Lucha contra la Discriminación      | Primera ministra, responsable de la Planificación Ecológica y Energética                  | Bérangère Couillard  | Renacimiento    |
|                      | Ministro Delegado encargado de Industria                                                            | Ministro de Economía, Finanzas y Soberanía Industrial y Digital                           | Roland Lescure       | Renacimiento    |
| Jean-Noël Barrot     | Ministro Delegado de Digital                                                                        | Ministro de Economía, Finanzas y Soberanía Industrial y Digital                           | Jean-Noël Barrot     | Modem           |
| Olivia Grégoire      | Ministra Delegada Encargado de la Pequeña y Mediana Empresa, Comercio, Artesanía y Turismo          | Ministro de Economía, Finanzas y Soberanía Industrial y Digital                           | Olivia Grégoire      | Renacimiento    |
| Thomas Cazenave      | Ministro Delegado Encargado de Cuentas Públicas                                                     | Ministro de Economía, Finanzas y Soberanía Industrial y Digital                           | Thomas Cazenave      | Renacimiento    |
| sans photo           | Ministra Delegada responsable de las Autoridades Locales y Asuntos Rurales                          | Ministro del Interior e Ultramar                                                          | Dominique Faure      | PR - RE         |
| Philippe Vigier      | Ministro Delegado para los Territorios de Ultramar                                                  | Ministro del Interior e Ultramar                                                          | Philippe Vigier      | Modem           |
| Olivier Becht        | Ministro Delegado encargado del Negocio Exterior, del Atractivo y de los Franceses en el Extranjero | Ministra para Europa y Asuntos Exteriores                                                 | Olivier Becht        | RE - Agir       |
| Carole Grandjean     | Ministra Delegada encargado de la Educación y Formación Profesional                                 | Ministro de Trabajo, Pleno Empleo e Integración Ministro de Educación Nacional y Juventud | Carole Grandjean     | Renacimiento    |
| Clément Beaune       | Ministro Delegado de Transportes                                                                    | Ministro de Transición Ecológica y Cohesión Territorial                                   | Clément Beaune       | RE - TdP        |
|                      | Ministro Delegado de Vivienda                                                                       | Ministro de Transición Ecológica y Cohesión Territorial                                   | Patrice Vergriete    | FP              |
| Agnès Firmin-Le Bodo | Ministra Delegada Encargado de Organización Territorial y Profesiones Sanitarias                    | Ministro de Salud y Prevención                                                            | Agnès Firmin-Le Bodo | Horizons        |
| Fadila Khattabi      | Ministra Delegada encargado de las Personas con Discapacidad                                        | Ministra de Solidaridad y Familias                                                        | Fadila Khattabi      | Renacimiento    |

### Secretarios de estado
| Retrato                  | Función                                                                          | Ministro supervisor                                                                      | apellido                 | Partido o matiz |
| ------------------------ | -------------------------------------------------------------------------------- | ---------------------------------------------------------------------------------------- | ------------------------ | --------------- |
|                          | Secretario de Estado para la Infancia                                            | Primera ministra, responsable de la Planificación Ecológica y Energética                 | Charlotte Caubel         | Horizons        |
| Hervé Berville           | Secretario de Estado para el Mar                                                 | Primera ministra, responsable de la Planificación Ecológica y Energética                 | Hervé Berville           | Renacimiento    |
| Sabrina Agresti-Roubache | Secretaria de Estado de la Ciudad                                                | Ministro del Interior e Ultramar Ministro de Transición Ecológica y Cohesión Territorial | Sabrina Agresti Roubache | Renacimiento    |
| Laurence Boone           | Secretario de Estado para Europa                                                 | Ministra para Europa y Asuntos Exteriores                                                | Laurence Boone           | DVG             |
| Chrysoula Zacharopoulou  | Secretaria de Estado de Desarrollo, Francofonía y Colaboraciones Internacionales | Ministra para Europa y Asuntos Exteriores                                                | Chrysoula Zacharopoulou  | Renacimiento    |
|                          | Secretaria de Estado de Juventud y Servicio Nacional Universal                   | Ministro de las Fuerzas Armadas Ministro de Educación Nacional y Juventud                | Prisca Thévenot          | Renacimiento    |
| Patricia Mirallès        | Secretaria de Estado de Veteranos y Memoria                                      | Ministro de las Fuerzas Armadas                                                          | Patricia Mirallès        | RE - TdP        |
| Sarah El Haïry           | Secretaria de Estado de Biodiversidad                                            | Ministro de Transición Ecológica y Cohesión Territorial                                  | Sara El Hairy            | Módem           |

## Procedencia geográfica de los Ministros y Secretarios de Estado

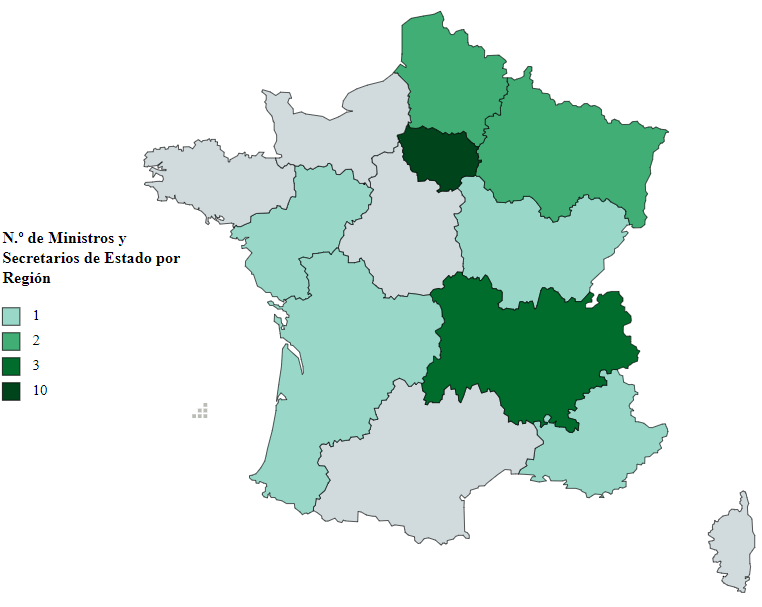
N.º de Ministros y Secretarios de Estado por Región.

| Región                    | Ministerio                                                                                  | Nombre                 |
| ------------------------- | ------------------------------------------------------------------------------------------- | ---------------------- |
| Alta Francia              | Interior                                                                                    | Gérald Darmanin        |
| Alta Francia              | Justicia                                                                                    | Éric Dupond-Moretti    |
| Auvernia-Ródano-Alpes     | Trabajo, Pleno Empleo e Integración                                                         | Olivier Dussopt        |
| Auvernia-Ródano-Alpes     | Relaciones con el Parlamento y Vida Democrática al Primer ministro                          | Olivier Véran          |
| Auvernia-Ródano-Alpes     | Igualdad entre Mujeres y Hombres, Diversidad e Igualdad de Oportunidades al Primer ministro | Isabelle Lonvis-Rome   |
| Borgoña-Franco Condado    | Salud y Prevención                                                                          | François Braun         |
| Bretaña                   | -                                                                                           | -                      |
| Centro-Valle de Loira     | Europa y de Asuntos Exteriores                                                              | Catherine Colonna      |
| Centro-Valle de Loira     | Agricultura y Soberanía Alimentaria                                                         | Marc Fesneau           |
| Córcega                   | -                                                                                           | -                      |
| Gran Este                 | Solidaridad, Autonomía y Personas con Discapacidad                                          | Jean-Christophe Combe  |
| Gran Este                 | Comercio Exterior y Atractivo al Ministra para Europa y Asuntos Exteriores                  | Olivier Becht          |
| Guayana Francesa          | -                                                                                           | -                      |
| Isla de Francia           | Primera ministra                                                                            | Élisabeth Borne        |
| Isla de Francia           | Economía, Finanzas y Soberanía Industrial y Digital                                         | Bruno Le Maire         |
| Isla de Francia           | Educación Nacional y Juventud                                                               | Pap Ndiaye             |
| Isla de Francia           | Educación Superior e Investigación                                                          | Sylvie Retailleau      |
| Isla de Francia           | Fuerzas Armadas                                                                             | Sébastien Lecornu      |
| Isla de Francia           | Agricultura y Soberanía Alimentaria                                                         | Marc Fesneau           |
| Isla de Francia           | Transformación y Servicio Público                                                           | Stanislas Guerini      |
| Isla de Francia           | Transición Energética                                                                       | Agnès Pannier-Runacher |
| Isla de Francia           | Deportes y Juegos Olímpicos y Paralímpicos                                                  | Amélie Oudéa-Castéra   |
| Isla de Francia           | Cuentas Públicas al Ministro de Economía y Finanzas, y Soberanía Industrial y Digital       | Gabriel Attal          |
| Isla de Francia           | Europa al Ministra para Europa y Asuntos Exteriores                                         | Clément Beaune         |
| Isla de Francia           | Secretaria de Estado, portavoz del gobierno al primer ministro                              | Olivia Grégoire        |
| Normandía                 | -                                                                                           | -                      |
| Nueva Aquitania           |                                                                                             |                        |
| Occitania                 | -                                                                                           | -                      |
| Países del Loira          | Transición Ecológica y la Cohesión Territorial                                              | Christophe Béchu       |
| Provenza-Alpes-Costa Azul |                                                                                             |                        |
| Exterior                  |                                                                                             |                        |
| Líbano                    | Cultura                                                                                     | Rima Abdul Malak       |